# مارک (میسیسیپی)
مارک (به انگلیسی: Marks) شهری در ایالت میسیسیپی کشور ایالات متحده آمریکا است که جمعیت آن در سرشماری سال ۲۰۱۰ میلادی، ۱٬۷۳۵ نفر بوده‌است.

## نگارخانه

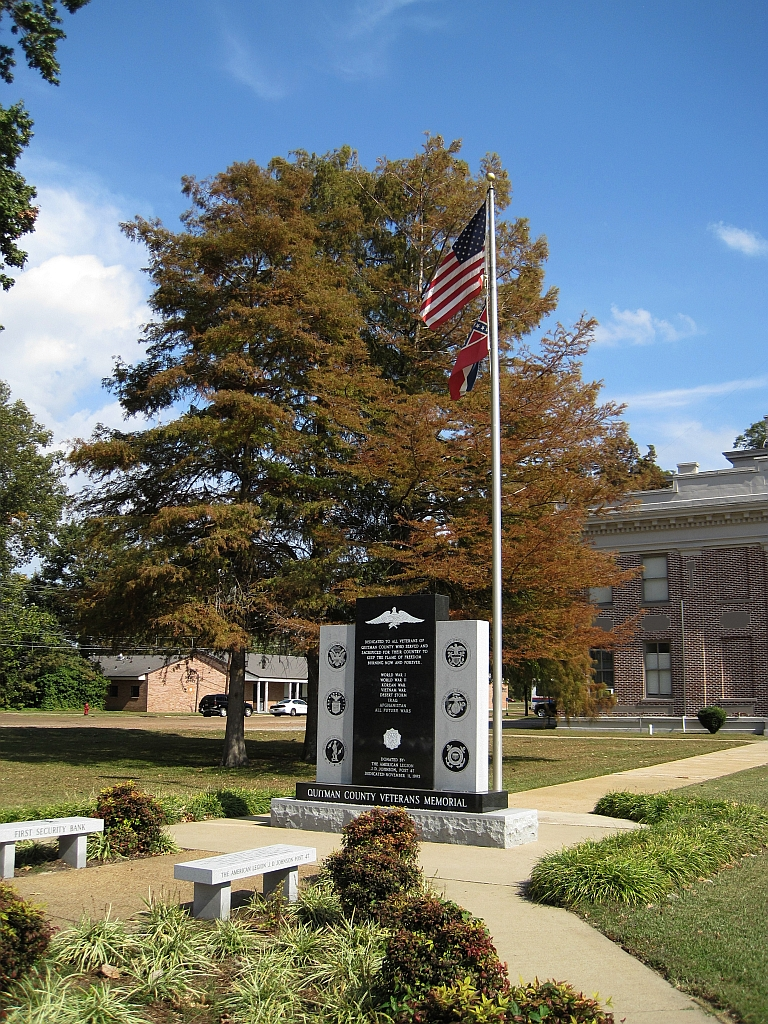
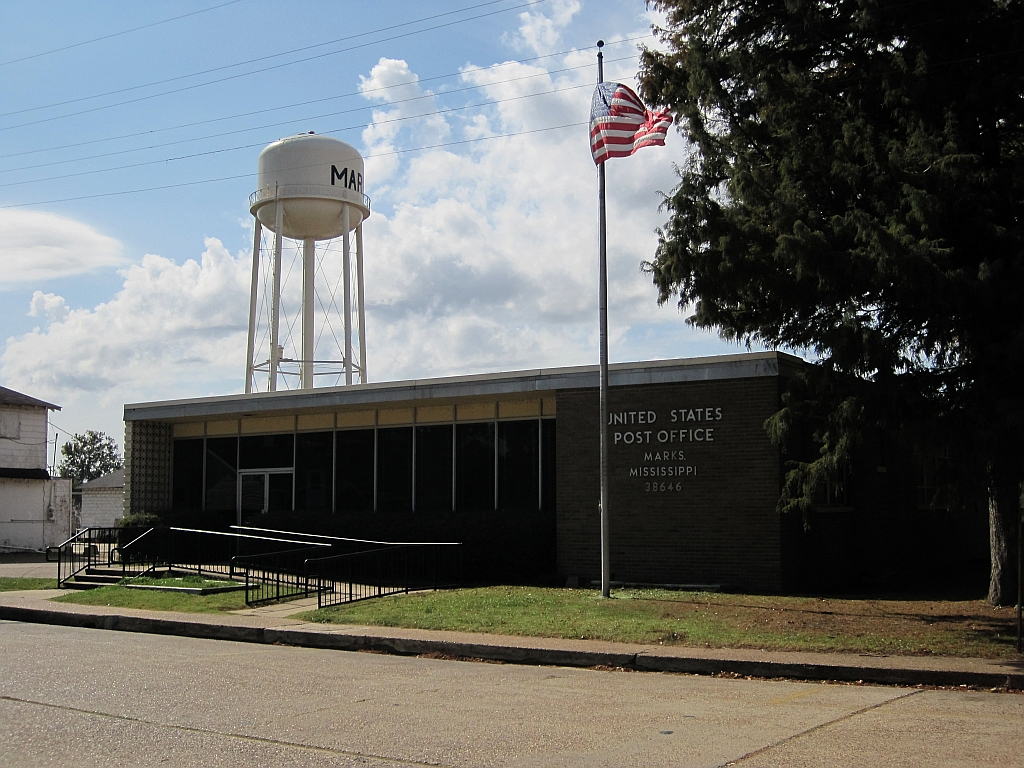
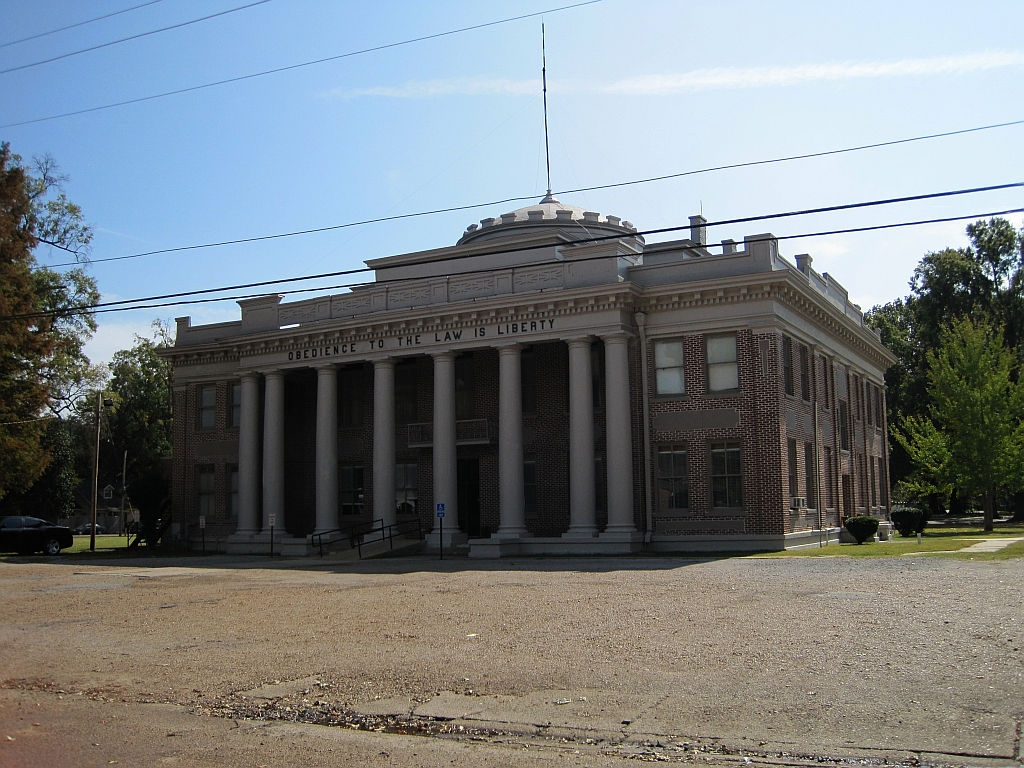
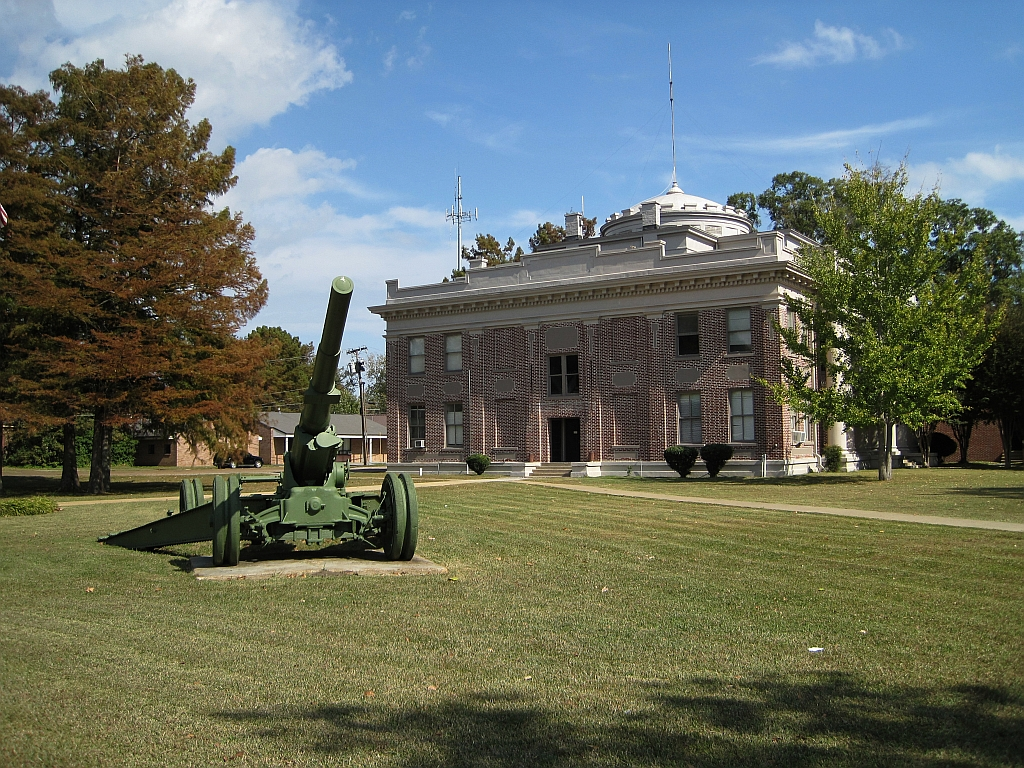
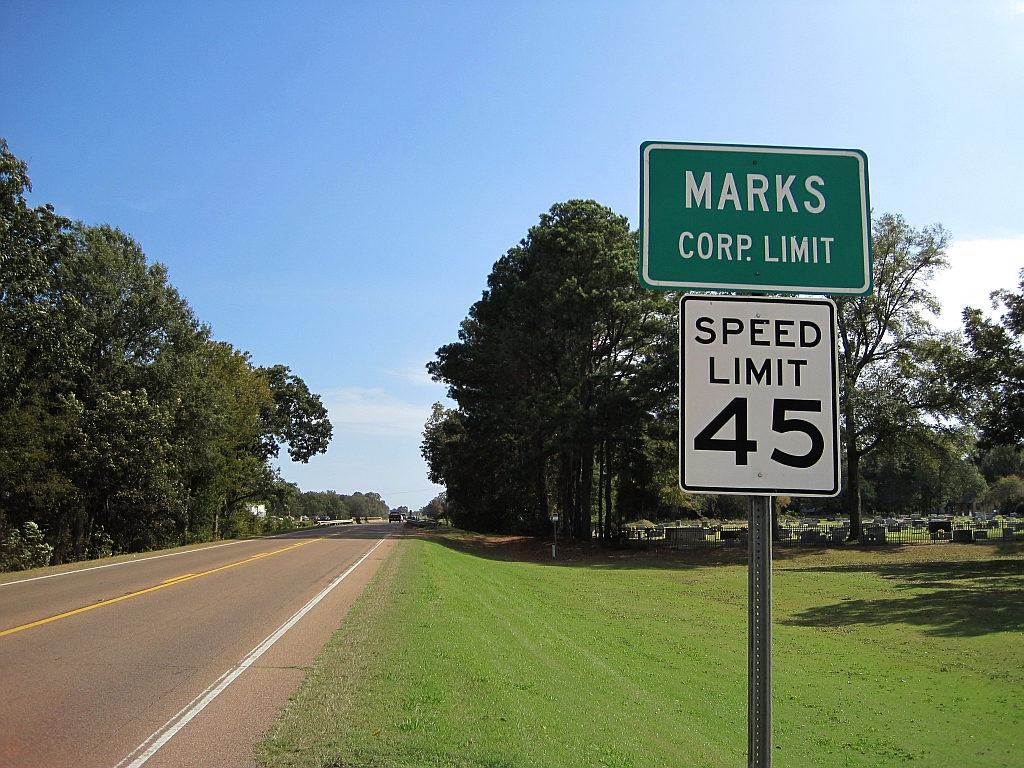
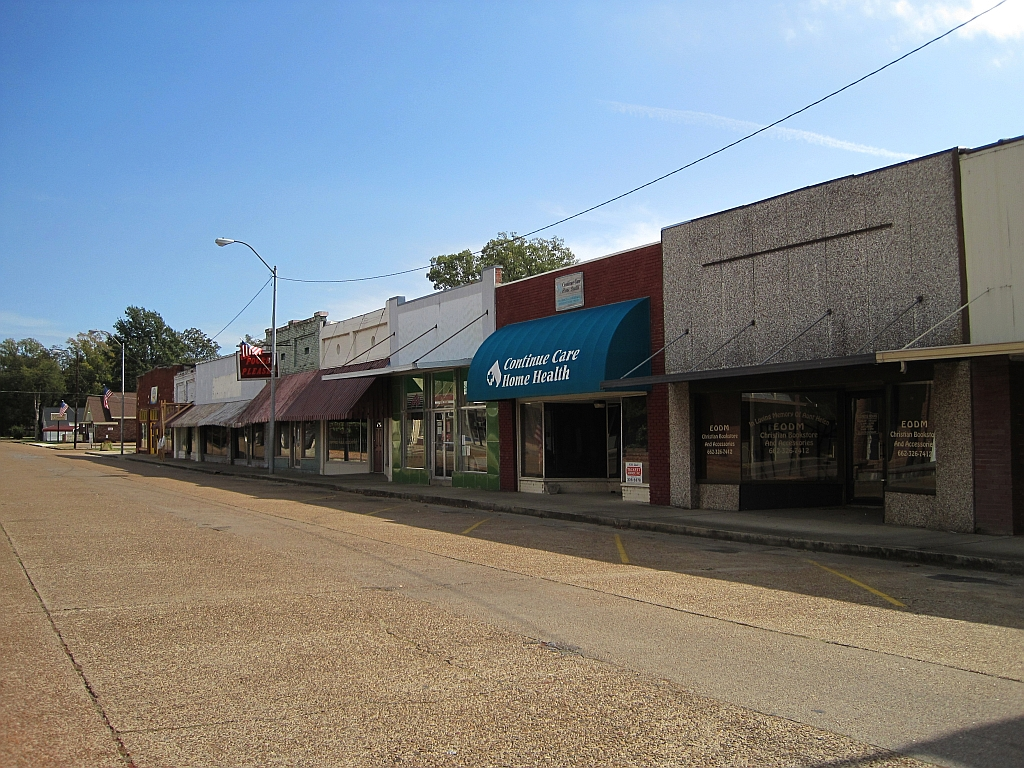
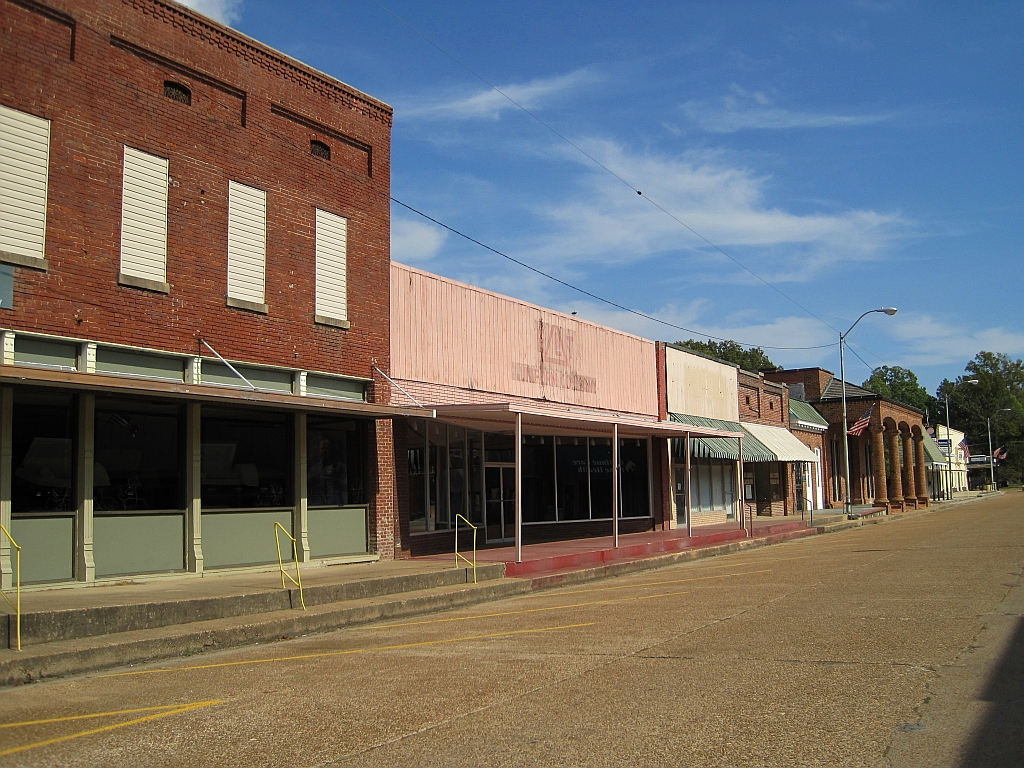
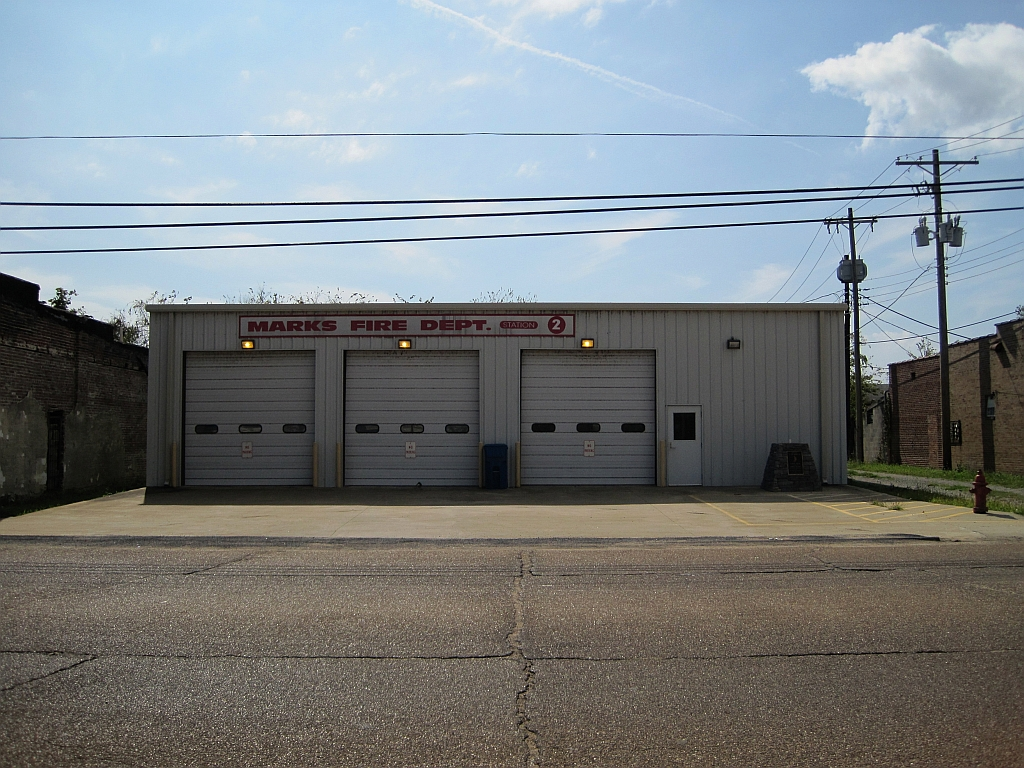